# Ullasjöbäckens naturreservat
Ullasjöbäcken är ett naturreservat i Enslövs socken i Halmstads kommun i Halland.
Reservatet är 184 hektar stort och skyddat sedan 2009. Det är beläget mellan Oskarström och Simlångsdalen. Genom området rinner  Ullasjöbäcken i en djup dalgång. 

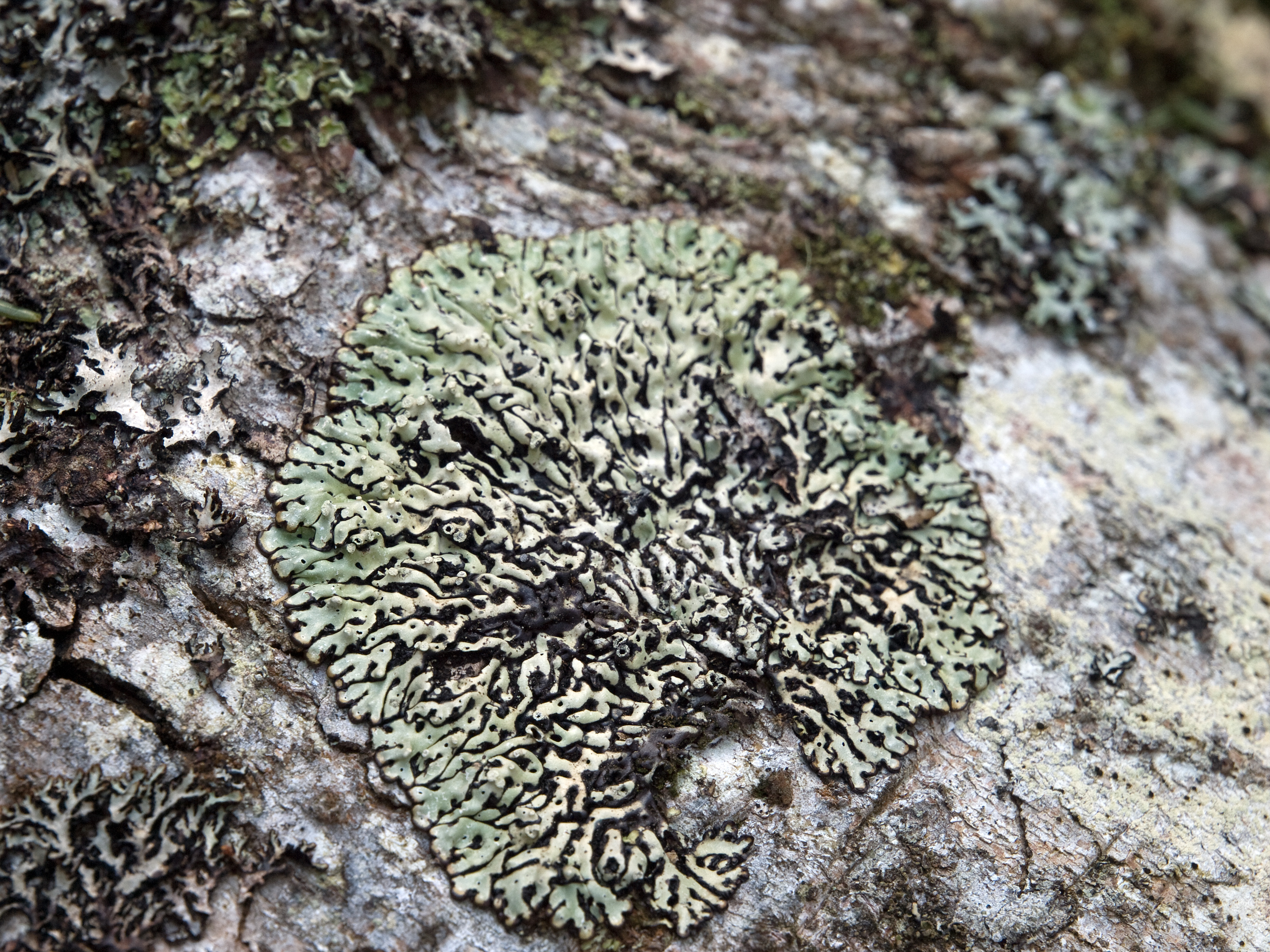
Hål-lav

Sluttningarna på båda sidorna är bokskogsbeklädda. Denna skog har en lång historia och utgör en rest från den tid då ädellövskogarna var större i Halland. Åldern har uppskattas till 100-150 år. I dessa miljöer hittar merparten av reservatets rödlistade arter. Särskilt lavarna är väl representerade med 20 rödlistade arter, däribland savlundlav, hål-lav, lunglav och liten ädellav. Man har även funnit 10 rödlistade växter och djur har påträffats. Bland dessa kan nämnas sydlig kvastmossa, kornbandmossa, svampen ekskinn, koralltaggsvamp, lamellsnäcka och nötkråka.
I reservatet finns även våtmarker och öppna mader.